# 北宋京西北路帅臣列表
北宋京西北路帅臣，指京西北路安抚司的长官，或称安抚使，或称经略安抚使。

## 历任经略安抚使

### 宋太祖朝
- 张永德（960年）
- 高怀德（960年—961年）
- 张勋
- 薛居正
- 武行德（961年—965年）
- 王全斌（965年—967年）
- 宋偓（967年—970年）
- 王审琦（970年—974年）

### 宋太宗朝
- 曹彬（976年—977年）
- 党进（977年）
- 臧丙
- 杨徽之（988年—992年）
- 雷有终（993年—995年）
- 张去华（996年—997年）

### 宋真宗朝
- 马襄（998年—999年）
- 索湘（1000年—1001年）
- 毋宾古（1002年—1003年）
- 李继隆（1004年）
- 孙全照（1006年—1008年）
- 石普（1013年—1016年）
- 王嗣宗（1016年—1017年）
- 李维（1018年—1020年）

### 宋仁宗朝
- 林特（1022年—1024年）
- 钱惟演（1025年—1029年）
- 张士逊（1030年—1031年）
- 孔道辅（1032年）
- 张耆（1033年）
- 杨崇勋（1033年）
- 张士逊
- 李遵勖（1035年—1036年）
- 吕夷简（1037年）
- 任布（1038年）
- 梅询（1039年—1040年）
- 李淑（1041年—1043年）
- 夏竦（1043年）
- 王举正（1043年—1044年）
- 李昭直（1045年）
- 吴育
- 韩琮（1048年）
- 宋祁（1048年—1049年）
- 张观（1049年—1050年）
- 晏殊（1050年）
- 郭承祐（1050年）
- 文彦博（1051年—1052年）
- 贾昌朝（1052年—1053年）
- 宋庠（1053年—1056年）
- 何中立（1056年）
- 贾黯（1056年）
- 曹佾（1056年—1057年）
- 贾昌朝（1058年—1062年）
- 王素（1062年—1063年）

### 宋英宗朝
- 王素（1063年—1064年）
- 张昪（1065年—1067年）
- 钱象先（1067年）

### 宋神宗朝
- 王陶（1067年）
- 马仲甫（1068年—1070年）
- 钱象先（1070年）
- 李璋（1071年—1072年）
- 韩绛（1072年—1073年）
- 韩维（1074年）
- 张焘（1074年—1075年）
- 韩绛（1075年—1076年）
- 王陶（1076年—1077年）
- 韩维（1079年—1083年）
- 孙永（1084年—1085年）

### 宋哲宗朝
- 曾孝宽（1086年）
- 韩缜（1086年—1087年）
- 曾孝宽（1087年—1089年）
- 范纯仁（1089年—1090年）
- 蔡京（1090年）
- 韩维（1090年—1092年）
- 安焘（1093年）
- 范纯仁（1093年）
- 梁焘（1093年—1094年）
- 黄履（1094年）
- 范纯仁（1094年—1095年）
- 韩缜（1095年—1097年）
- 盛陶（1097年—1098年）
- 丰稷（1098年）
- 高遵惠（1098年）
- 吴安持（1099年）
- 陈轩（1099年—1100年）

### 宋徽宗朝
- 陈轩（1100年）
- 胡宗炎（1100年）
- 王钦臣（1100年）
- 唐义问（1101年）
- 范纯礼（1101年—1102年）
- 陈次升（1102年）
- 黄裳（1103年）
- 文及甫
- 司宗炎
- 邓棐
- 许将（1104年—1105年）
- 林邵
- 邢恕（1106年）
- 唐君益（1106年）
- 朱彦（1108年）
- 汪獬（1110年—1111年）
- 洪中孚（1112年）
- 徐处仁（1113年）
- 崔直躬
- 蔡安时
- 李偃（1115年—1116年）
- 蔡居厚（1118年）
- 叶梦得（1120年）
- 蔡庄（1121年—1122年）
- 王复（1123年—1124年）
- 赵遹（1124年—1125年）

### 宋钦宗朝
- 叶梦得（1126年）
- 曾开（1126年）
- 何志同（1126年—1127年）